# Lalande 21185
Lalande 21185 ist ein Stern der Spektralklasse M1.5 V. Es handelt sich um einen Roten Zwerg mit schwacher Leuchtkraft von 1/40 der Sonne, geringer Masse von ca. 0,4 Sonnenmassen, und einer relativ kühlen Oberflächentemperatur von 3600 Kelvin. Die scheinbare Helligkeit im V-Band beträgt 7,5 mag und die absolute Helligkeit 10,5 mag. Der Winkeldurchmesser wurde mit dem PTI (Palomar Testbed Interferometer) gemessen zu 1,464±0,03 Millibogensekunden. Daraus ergibt sich ein Durchmesser von 0,40 Sonnendurchmessern oder 555.000 km. Der Stern befindet sich im Sternbild Großer Bär in 8,3 Lichtjahren Entfernung. Damit ist er der sechstnächste bekannte Stern zur Sonne.
Seine Bezeichnung stammt aus einem von Joseph Jérôme Lefrançois de Lalande zusammengestellten Sternkatalog.

## Suche nach Planeten um Lalande 21185

Lalande 21185 gehört zu den nächsten Nachbarn der Sonne.

Am Sproul Observatorium bestimmte Peter van de Kamp seit den 30er Jahren astrometrisch Entfernungen, Eigenbewegungen und suchte auch nach dunklen Begleitern naher Sterne. Er entdeckte 1941 (nach 1939 an Barnards Stern) eine Störung der Eigenbewegung von Lalande 21185, aus der ein Begleiter mit einer Umlaufzeit von etwas mehr als ein Jahr und einer Masse von ca. 0,06 Sonnenmassen vermutet wurde.
Im Jahre 1951 veränderten sich die Angaben zur Umlaufzeit und zur Masse auf 1,14 Jahre bzw. ca. 0,03 Sonnenmassen. 1960 gab S. Lippincott dann eine Umlaufzeit von 8 Jahren und eine Masse von ca. 0,01 Sonnenmassen an.
1971 gab es nur noch Anzeichen für eine Störung.
Im Jahre 1974 fand G. Gatewood in den Messungen am Allegheny Observatory, die bis 1930 zurückreichten, keine Anzeichen für eine Störung mit einer Periode von 8 oder weniger Jahren.
G. Gatewood begann 1988 Messungen mit dem MAP (Multichannel Astrometric Photometer), die eine höhere Genauigkeit erlaubten.
Im gleichen Jahr begann das Lick-Observatorium mit seinen Radialgeschwindigkeitsmessungen an Lalande 21185, welche eine wesentlich höhere Genauigkeit als die astrometrischen Messungen ermöglichten.
Kurz nach der Entdeckung der ersten Exoplaneten mittels Radialgeschwindigkeitsmessung gab G. Gatewood im Jahre 1996 aufgrund seiner Messungen am Allegheny Observatorium und mittels des MAP die Entdeckung zweier Exoplaneten um Lalande 21185 bekannt: Lalande 21185b und Lalande 21185c. Lalande 21185b soll den Zentralstern in ca. 2 AE Entfernung umkreisen und eine Masse von 0,9 Jupitermassen besitzen. Die Umlaufzeit des Exoplaneten wurde nach Messungen mit MAP zu ca. 5,8 Jahre angegeben. Aufgrund einer Beschleunigung der Bewegung von Lalande 21185 nach den Messungen des Allegheny Observatoriums wurde auf einen weiteren Planeten Lalande 21185c geschlossen. Er wurde mit einer Masse von mehr als 1,5 Jupitermassen angegeben und soll den Stern in ca. 10 AE Entfernung umkreisen. Er benötigt nahezu 30 Jahre, um Lalande 21185 einmal zu umrunden. Da ein solcher Planet die Beschleunigung nicht restlos zu klären schien, wurde auch ein dritter Begleiter vermutet.
Im Jahre 1998 fanden Geoffrey Marcy und R. Paul Butler keine Radialgeschwindigkeitsveränderungen in den über 10 Jahre dauernden Messungen am Lick. Damit war der innere Planet unwahrscheinlich.
In den Jahren 2019 und 2021 erschienen weitere Arbeiten, welche basierend auf der Radialgeschwindigkeitsmethode 2 Planeten um Lalande 21185 fanden. Der innere Planet 21185 b hätte demnach eine Mindestmasse knapp 3 Erdmassen und würde den Stern in knapp 13 Tagen umkreisen. Der äußere Planet 21185 c hätte etwa 14 Erdmassen und würde den Stern in etwa 81 Jahren umkreisen.